# X²O Badkamers Trofee 2022-2023
De Trofee veldrijden 2022-2023 (sponsornaam: X²O Badkamers Trofee) was het 36ste seizoen van het regelmatigheidscriterium in het veldrijden. Het klassement werd georganiseerd door Golazo en bestond uit 8 crossen enkel in België. De Azencross in Loenhout werd dit seizoen vervangen door de Duinencross in Koksijde. 
De X²O Badkamers Trofee had naast het klassement van de mannen elite nog twee andere klassementen:

- de Soudal Ladies Trophy (vrouwen elite)

- de Trimetal Rookie Trophy (beloften)
De Belg Eli Iserbyt en de Nederlandse Fem van Empel wonnen dit seizoen de trofeeën bij de elite. Bij de vrouwen elite bestond de complete top 7 uit allemaal Nederlandse rensters en van de top 15, kwamen 10 rensters uit Nederland.

## Berekeningswijze eindklassement

### Bepaling aankomsttijd per manche
Per renner werd per manche een tijd bepaald volgens volgende de regels:
- in eerste instantie gold de aankomsttijd
- kreeg een tijd die gelijk is aan die van de winnaar verhoogd met vijf minuten, de renner die
  - met meer dan vijf minuten achterstand aankwam
  - uit de wedstrijd genomen werd om dubbelen te voorkomen
  - de wedstrijd verliet
  - niet aan de start kwam
- volgende bonificaties golden
  - bij de sprint aan het eind van de eerste ronde: winnaar 15 seconden, tweede 10 seconden, derde 5 seconden

### Bepaling eindklassement
Voor het eindklassement werd de som gemaakt van de tijden per manche. Bij gelijkheid van tijd (uren, minuten, seconden) zou de beste uitslag van de renner de doorslag geven. Was die ook gelijk, dan telde de uitslag in de laatste manche.

## Mannen elite

### Kalender en podia
| Datum            | Wedstrijd                                 | Cat. | Eerste               | Tweede                 | Derde                  | Leider in het klassement |
| ---------------- | ----------------------------------------- | ---- | -------------------- | ---------------------- | ---------------------- | ------------------------ |
| 1 november 2022  | Koppenbergcross, Oudenaarde               | C1   | Lars van der Haar    | Eli Iserbyt            | Michael Vanthourenhout | Lars van der Haar        |
| 26 november 2022 | Caps Urban Cross, Kortrijk                | C2   | Tom Pidcock          | Lars van der Haar      | Eli Iserbyt            | Eli Iserbyt              |
| 1 januari 223    | GP Sven Nys, Baal                         | C1   | Eli Iserbyt          | Michael Vanthourenhout | Tom Pidcock            | Eli Iserbyt              |
| 3 januari 2023   | Herentals Crosst, Herentals               | C2   | Mathieu van der Poel | Wout van Aert          | Eli Iserbyt            | Eli Iserbyt              |
| 5 januari 2023   | Duinencross, Koksijde                     | C1   | Wout van Aert        | Mathieu van der Poel   | Laurens Sweeck         | Eli Iserbyt              |
| 28 januari 2023  | Flandriencross, Hamme                     | C1   | Wout van Aert        | Eli Iserbyt            | Michael Vanthourenhout | Eli Iserbyt              |
| 12 februari 2023 | Krawatencross, Lille                      | C1   | Laurens Sweeck       | Lars van der Haar      | Eli Iserbyt            | Eli Iserbyt              |
| 19 februari 2023 | Brussels Universities Cyclocross, Brussel | C1   | Eli Iserbyt          | Michael Vanthourenhout | Lars van der Haar      | Eli Iserbyt              |

### Eindstand
| Legenda | Legenda | Legenda | Legenda          | Legenda            | Legenda         | Legenda              |
| ------- | ------- | ------- | ---------------- | ------------------ | --------------- | -------------------- |
| 1e plek | 2e plek | 3e plek | binnen 5 minuten | op meer dan 5 min. | niet uitgereden | – (niet deelgenomen) |

| Pos. | Renner                 | Team                                     | OUD | KOR | BAA | HER | KOK | HAM | LIL | BRU | Tijd     |
| ---- | ---------------------- | ---------------------------------------- | --- | --- | --- | --- | --- | --- | --- | --- | -------- |
| 1    | Eli Iserbyt            | Pauwels Sauzen-Bingoal                   | 2   | 3   | 1   | 3   | 4   | 2   | 3   | 1   | 8u15'23" |
| 2    | Lars van der Haar      | Baloise - Trek Lions                     | 1   | 2   | 4   | 4   | 5   | 5   | 2   | 3   | + 2'27"  |
| 3    | Michael Vanthourenhout | Pauwels Sauzen-Bingoal                   | 3   | 4   | 2   | –   | –   | 3   | 4   | 2   | + 9'57"  |
| 4    | Jens Adams             | Chocovit Cycling Team                    | 4   | 6   | 5   | 7   | 7   | –   | 11  | 4   | + 13'07" |
| 5    | Pim Ronhaar            | Baloise - Trek Lions                     | 5   | 13  | 9   | 6   | 8   | 4   | 5   | 16  | + 15'01" |
| 6    | Wout van Aert          | Team Jumbo-Visma                         | –   | –   | –   | 2   | 1   | 1   | –   | –   | + 22'13" |
| 7    | Lander Loockx          | Deschacht - Group Hens - Maes Containers | 6   | 9   | 14  | 12  | DNF | 8   | 15  | 10  | + 22'30" |
| 8    | Niels Vandeputte       | Alpecin-Deceuninck                       | 10  | 5   | –   | –   | 6   | –   | 6   | 9   | + 22'31" |
| 9    | Joris Nieuwenhuis      | Baloise - Trek Lions                     | –   | 7   | 6   | –   | –   | –   | 8   | 5   | + 23'25" |
| 10   | Toon Vandebosch        | Pauwels Sauzen-Bingoal                   | 8   | –   | –   | –   | 15  | –   | 12  | 8   | + 26'49" |
| 11   | Cameron Mason          | Trinity Racing                           | –   | –   | 8   | 5   | 8   | 6   | –   | –   | + 27'19" |
| 12   | Laurens Sweeck         | Crelan-Fristads                          | –   | –   | –   | –   | 3   | –   | 1   | 15  | + 28'01" |
| 13   | Tom Pidcock            | INEOS Grenadiers                         | –   | 1   | 3   | –   | –   | –   | –   | –   | + 28'09" |
| 14   | Mathieu van der Poel   | Alpecin-Deceuninck                       | –   | –   | –   | 1   | 2   | –   | –   | –   | + 28'30" |
| 15   | Felipe Orts Lloret     | Burgos-BH                                | –   | –   | 12  | –   | 16  | –   | 7   | 11  | + 29'45" |

| Pos. | Prijzengeld |
| ---- | ----------- |
| 1.   | € 30.000    |
| 2.   | € 15.000    |
| 3.   | € 10.000    |
| 4.   | € 5.000     |
| 5.   | € 3.000     |
| 6.   | € 2.000     |
| 7.   | € 1.000     |
| 8.   | € 500       |
| 9.   | € 500       |
| 10.  | € 500       |
| 11.  | € 500       |
| 12.  | € 500       |
| 13.  | € 500       |
| 14.  | € 500       |
| 15.  | € 500       |
| Tot. | € 70.000    |

## Vrouwen elite

### Kalender en podia
| Datum            | Wedstrijd                                 | Cat. | Eerste             | Tweede                     | Derde                      | Leidster in het klassement |
| ---------------- | ----------------------------------------- | ---- | ------------------ | -------------------------- | -------------------------- | -------------------------- |
| 1 november 2022  | Koppenbergcross, Oudenaarde               | C1   | Fem van Empel      | Denise Betsema             | Shirin van Anrooij         | Fem van Empel              |
| 26 november 2022 | Caps Urban Cross, Kortrijk                | C2   | Marianne Vos       | Ceylin del Carmen Alvarado | Denise Betsema             | Denise Betsema             |
| 1 januari 223    | GP Sven Nys, Baal                         | C1   | Fem van Empel      | Lucinda Brand              | Ceylin del Carmen Alvarado | Denise Betsema             |
| 3 januari 2023   | Herentals Crosst, Herentals               | C2   | Puck Pieterse      | Lucinda Brand              | Annemarie Worst            | Lucinda Brand              |
| 5 januari 2023   | Duinencross, Koksijde                     | C1   | Shirin van Anrooij | Fem van Empel              | Lucinda Brand              | Lucinda Brand              |
| 28 januari 2023  | Flandriencross, Hamme                     | C1   | Fem van Empel      | Shirin van Anrooij         | Ceylin del Carmen Alvarado | Fem van Empel              |
| 12 februari 2023 | Krawatencross, Lille                      | C1   | Fem van Empel      | Ceylin del Carmen Alvarado | Annemarie Worst            | Fem van Empel              |
| 19 februari 2023 | Brussels Universities Cyclocross, Brussel | C1   | Fem van Empel      | Lucinda Brand              | Annemarie Worst            | Fem van Empel              |

### Eindstand
| Legenda | Legenda | Legenda | Legenda          | Legenda            | Legenda         | Legenda              |
| ------- | ------- | ------- | ---------------- | ------------------ | --------------- | -------------------- |
| 1e plek | 2e plek | 3e plek | binnen 5 minuten | op meer dan 5 min. | niet uitgereden | – (niet deelgenomen) |

| Pos. | Renster                    | Team                            | OUD | KOR | BAA | HER | KOK | HAM | LIL | BRU | Tijd     |
| ---- | -------------------------- | ------------------------------- | --- | --- | --- | --- | --- | --- | --- | --- | -------- |
| 1    | Fem van Empel              | Pauwels Sauzen - Bingoal        | 1   | –   | 1   | –   | 2   | 1   | 1   | 1   | 6u26'28" |
| 2    | Lucinda Brand              | Baloise - Trek Lions            | –   | 4   | 2   | 2   | 3   | 4   | 4   | 2   | + 2'42"  |
| 3    | Ceylin del Carmen Alvarado | Alpecin-Deceuninck              | –   | 2   | 3   | 4   | 4   | 3   | 2   | 4   | + 4'07"  |
| 4    | Denise Betsema             | Pauwels Sauzen - Bingoal        | 2   | 3   | 4   | 10  | 6   | 5   | 7   | 5   | + 8'21"  |
| 5    | Annemarie Worst            | 777                             | –   | –   | –   | 3   | 9   | –   | 3   | 3   | + 16'59" |
| 6    | Shirin van Anrooij         | Baloise - Trek Lions            | 3   | –   | –   | –   | 1   | 2   | –   | –   | + 18'04" |
| 7    | Aniek van Alphen           | 777                             | 6   | 9   | 7   | 6   | 11  | 6   | –   | 7   | + 18'24" |
| 8    | Marion Norbert-Riberolle   | Crelan-Fristads                 | –   | 8   | 5   | –   | 13  | 7   | 10  | 6   | + 20'21" |
| 9    | Sanne Cant                 | Crelan-Fristads                 | –   | 5   | –   | 5   | 7   | –   | –   | –   | + 22'04" |
| 10   | Marianne Vos               | Jumbo-Visma                     | –   | 1   | –   | –   | 5   | –   | –   | –   | + 23'03" |
| 11   | Laura Verdonschot          | De Ceuster-Bonache Cycling Team | –   | –   | –   | –   | 8   | –   | 6   | 9   | + 24'15" |
| 12   | Puck Pieterse              | Alpecin-Deceuninck              | –   | –   | –   | 1   | –   | –   | –   | –   | + 25'40" |
| 13   | Anna Kay                   | 777                             | –   | 7   | DNF | –   | –   | –   | 15  | 13  | + 25'45" |
| 14   | Lauren Molengraaf          | Tormans Cyclo Cross Team        | –   | –   | –   | –   | –   | 8   | 5   | –   | + 26'23" |
| 15   | Clara Honsinger            | Cannondale Cyclocrossworld      | 4   | –   | 6   | –   | 12  | –   | –   | –   | + 26'34" |

| Pos. | Prijzengeld |
| ---- | ----------- |
| 1.   | € 30.000    |
| 2.   | € 15.000    |
| 3.   | € 10.000    |
| 4.   | € 5.000     |
| 5.   | € 3.000     |
| 6.   | € 2.000     |
| 7.   | € 1.000     |
| 8.   | € 500       |
| 9.   | € 500       |
| 10.  | € 500       |
| 11.  | € 500       |
| 12.  | € 500       |
| 13.  | € 500       |
| 14.  | € 500       |
| 15.  | € 500       |
| Tot. | € 70.000    |

## Mannen beloften

### Kalender en podia
| Datum            | Wedstrijd                                 | Cat. | Eerste              | Tweede             | Derde               | Leider in het klassement |
| ---------------- | ----------------------------------------- | ---- | ------------------- | ------------------ | ------------------- | ------------------------ |
| 1 november 2022  | Koppenbergcross, Oudenaarde               | CU   | Victor Van de Putte | Joran Wyseure      | Jente Michels       | Victor Van de Putte      |
| 26 november 2022 | Caps Urban Cross, Kortrijk                | CU   | Emiel Verstrynge    | Witse Meeussen     | Joran Wyseure       | Joran Wyseure            |
| 1 januari 223    | GP Sven Nys, Baal                         | CU   | David Haverdings    | Joran Wyseure      | Dario Lillo         | Joran Wyseure            |
| 3 januari 2023   | Herentals Crosst, Herentals               | CU   | Emiel Verstrynge    | Joran Wyseure      | Victor Van de Putte | Joran Wyseure            |
| 5 januari 2023   | Duinencross, Koksijde                     | CU   | Joran Wyseure       | Emiel Verstrynge   | Witse Meeussen      | Joran Wyseure            |
| 28 januari 2023  | Flandriencross, Hamme                     | CU   | Joran Wyseure       | Lukas Vanderlinden | Kay De Bruyckere    | Joran Wyseure            |
| 12 februari 2023 | Krawatencross, Lille                      | CU   | David Haverdings    | Emiel Verstrynge   | Victor Van de Putte | Joran Wyseure            |
| 19 februari 2023 | Brussels Universities Cyclocross, Brussel | CU   | Joran Wyseure       | Witse Meeussen     | Ward Huybs          | Joran Wyseure            |

### Eindstand
| Legenda | Legenda | Legenda | Legenda          | Legenda            | Legenda         | Legenda              |
| ------- | ------- | ------- | ---------------- | ------------------ | --------------- | -------------------- |
| 1e plek | 2e plek | 3e plek | binnen 5 minuten | op meer dan 5 min. | niet uitgereden | – (niet deelgenomen) |

| Pos. | Renner              | Team                                     | OUD | KOR | BAA | HER | KOK | HAM | LIL | BRU | Tijd     |
| ---- | ------------------- | ---------------------------------------- | --- | --- | --- | --- | --- | --- | --- | --- | -------- |
| 1    | Joran Wyseure       | Alpecin-Deceuninck                       | 2   | 3   | 2   | 2   | 1   | 1   | 6   | 1   | 6u41'18" |
| 2    | Victor Van de Putte | Deschacht - Group Hens - Maes Containers | 1   | 5   | 4   | 3   | 8   | –   | 3   | 4   | + 10'09" |
| 3    | David Haverdings    | Baloise - Trek Lions                     | 18  | 7   | 1   | –   | 4   | 4   | 1   | 7   | + 13'18" |
| 4    | Ward Huybs          | Baloise - Trek Lions                     | 9   | 11  | 9   | 9   | 9   | 4   | 5   | 3   | + 15'11" |
| 5    | Witse Meeussen      | Pauwels Sauzen-Bingoal                   | –   | 2   | –   | 4   | 3   | –   | 4   | 2   | + 15'59" |
| 6    | Lukas Vanderlinden  | Pauwels Sauzen-Bingoal                   | 5   | 14  | 8   | 13  | 12  | 2   | 14  | 6   | + 17'09" |
| 7    | Emiel Verstrynge    | Alpecin-Deceuninck                       | –   | 1   | –   | 1   | 2   | –   | 2   | 10  | + 17'39" |
| 8    | Kay De Bruyckere    | Pauwels Sauzen-Bingoal                   | –   | 15  | 10  | 10  | 15  | 3   | 9   | 5   | + 19'46" |
| 9    | Jente Michels       | Alpecin-Deceuninck                       | 3   | 4   | 5   | 6   | 6   | –   | –   | –   | + 20'44" |
| 10   | Aaron Dockx         | Crelan-Fristads                          | 4   | 6   | 13  | 15  | –   | 7   | 8   | –   | + 21'30" |

| Pos. | Prijzengeld |
| ---- | ----------- |
| 1.   | € 2.500     |
| 2.   | € 1.000     |
| 3.   | € 500       |
| 4.   | € 250       |
| 5.   | € 250       |
| Tot. | € 4.500     |

## Jongens junioren

### Kalender en podia
| Datum            | Wedstrijd                                 | Cat. | Eerste               | Tweede               | Derde                |
| ---------------- | ----------------------------------------- | ---- | -------------------- | -------------------- | -------------------- |
| 1 november 2022  | Koppenbergcross, Oudenaarde               | CJ   | Andrew August        | Oliver Akers         | Václav Ježek         |
| 26 november 2022 | Caps Urban Cross, Kortrijk                | CJ   | Viktor Vandenberghe  | Wies Nuyens          | Guus van den Eijnden |
| 1 januari 223    | GP Sven Nys, Baal                         | CJ   | Seppe Van Den Boer   | Viktor Vandenberghe  | Mika Vijfvinkel      |
| 3 januari 2023   | Herentals Crosst, Herentals               | CJ   | Viktor Vandenberghe  | Wies Nuyens          | Mika Vijfvinkel      |
| 5 januari 2023   | Duinencross, Koksijde                     | CJ   | Yordi Corsus         | Daniel Nielsen       | David Thompson       |
| 28 januari 2023  | Flandriencross, Hamme                     | CJ   | Guus van den Eijnden | Sil De Brauwere      | Stan Van Grieken     |
| 12 februari 2023 | Krawatencross, Lille                      | CJ   | Seppe Van Den Boer   | Guus van den Eijnden | Yordi Corsus         |
| 19 februari 2023 | Brussels Universities Cyclocross, Brussel | CJ   | Yordi Corsus         | Guus van den Eijnden | Seppe Van Den Boer   |

## Meisjes junioren

### Kalender en podia
| Datum            | Wedstrijd                   | Cat. | Eerste             | Tweede         | Derde                   | Leidster in het klassement |
| ---------------- | --------------------------- | ---- | ------------------ | -------------- | ----------------------- | -------------------------- |
| 26 november 2022 | Caps Urban Cross, Kortrijk  | CJ   | Fleur Moors        | Vanda Dlasková | Niamh Murphy            | Fleur Moors                |
| 1 januari 223    | GP Sven Nys, Baal           | CJ   | Isabella Holmgren  | Ava Holmgren   | Vida Lopez De San Roman | Isabella Holmgren          |
| 3 januari 2023   | Herentals Crosst, Herentals | CJ   | Lauren Molengraaf  | Ava Holmgren   | Isabella Holmgren       | Isabella Holmgren          |
| 28 januari 2023  | Flandriencross, Hamme       | CJ   | Xenna De Bruyckere | Alicja Matula  | Maud Adams              | Isabella Holmgren          |

### Eindstand
| Legenda | Legenda | Legenda | Legenda          | Legenda            | Legenda         | Legenda              |
| ------- | ------- | ------- | ---------------- | ------------------ | --------------- | -------------------- |
| 1e plek | 2e plek | 3e plek | binnen 5 minuten | op meer dan 5 min. | niet uitgereden | – (niet deelgenomen) |

| Pos. | Renster                 | KOR | BAA | HER | HAM | Tijd     |
| ---- | ----------------------- | --- | --- | --- | --- | -------- |
| 1    | Isabella Holmgren       | –   | 1   | 3   | –   | 2u50'11" |
| 2    | Ava Holmgren            | –   | 2   | 2   | –   | + 1"     |
| 3    | Lore De Schepper        | 5   | 6   | 6   | –   | + 2'02"  |
| 4    | Vida Lopez De San Roman | –   | 3   | 5   | –   | + 3'28"  |
| 5    | Fleur Van De Vyver      | 9   | –   | –   | 4   | + 4'03"  |
| 6    | Xenna De Bruyckere      | –   | 31  | –   | 1   | + 4'24"  |
| 7    | Lauren Molengraaf       | –   | –   | 1   | –   | + 4'24"  |
| 8    | Fleur Moors             | 1   | –   | –   | –   | + 4'24"  |
| 9    | Alicja Matula           | –   | –   | –   | 2   | + 4'50"  |
| 10   | Kaya Musgrave           | –   | 4   | 9   | –   | + 5'26"  |
| 11   | Xaydee Van Sinaey       | –   | –   | 4   | –   | + 5'34"  |
| 12   | Maud Adams              | –   | –   | 31  | 3   | + 5'42"  |
| 13   | Niamh Murphy            | 3   | 9   | DNF | –   | + 5'54"  |
| 14   | Vanda Dlasková          | 2   | –   | –   | –   | + 6'04"  |
| 15   | Lise Klaes              | –   | 7   | 8   | –   | + 6'19"  |

| Pos. | Prijzengeld |
| ---- | ----------- |
| 1.   | € 500       |
| 2.   | € 250       |
| 3.   | € 150       |
| 4.   | € 100       |
| 5.   | € 100       |
| Tot. | € 1.100     |